# Plateosauravus
Plateosauravus (nazwa oznacza dziadek plateozaur) to prozauropod żyjący w triasie późnym. Zamieszkiwał on tereny dzisiejszej Republiki Południowej Afryki.

## Odkrycie
Kości tego dinozaura zostały odkryte w 1924 przez Sidney Haughton i zostały przypisane do plateozaura. Jednak w 1932 roku paleontolog Friedrich von Huene domyślił się, że do czynienia z zupełnie nowym gatunkiem dinozaura. Nazwa go wtedy Plateosauravus.